# Tortula rotundo-emarginata
Tortula rotundo-emarginata là một loài Rêu trong họ Pottiaceae. Loài này được (Müll. Hal. & Kindb.) Broth. miêu tả khoa học đầu tiên năm 1902.